# Dimos Farsala
Dimos Farsala (Farsala) är en kommun i Grekland.   Den ligger i prefekturen Nomós Larísis och regionen Thessalien, i den centrala delen av landet, 180 km nordväst om huvudstaden Aten. Antalet invånare är 23 675.